# Zaida di Siviglia
Zaida di Siviglia (in spagnolo Zaida de Sevilla), dopo la conversione al cattolicesimo Isabella (1070 circa – León, 13 settembre 1107), moglie di Alfonso VI, è stata regina consorte di León e Castiglia dal 1100 circa al 1107. Secondo alcuni storici fu regina per poco più di un anno (1106-1107).

## Biografia
Era una principessa musulmana di nome Zaida, molto probabilmente figlia dell'emiro di Denia, Ahmed I, e nuora di Muhammad al-Muʿtamid, emiro di Siviglia. Zaida, secondo The Kingdom of León-Castilla under Alfonso VI, in gioventù aveva sposato il principe Al Mamun, figlio del re di Siviglia Muhammad al-Muʿtamid, come riporta anche lo storico e genealogista spagnolo, Jaime de Salazar y Acha, che tratta ampiamente la figura di Zaida (La mora Zaida). 
Al Mamun divenne emiro di Cordova; ma, il 26 marzo 1090, Zaida rimase vedova in quanto il marito morì alla battaglia del castello di Almodovar.
Nel 1091 il re di León e Castiglia, Alfonso VI, occupò Cordova e, a seguito di questa conquista, Zaida fu ben accolta alla corte del re di León e Castiglia, e, tra quello stesso anno ed il 1093, secondo il Chronicon regum Legionensium, Zaida divenne l'amante di Alfonso e, nel settembre 1093, diede finalmente ad Alfonso l'erede maschio, Sancho, che non aveva ancora avuto né dalle mogli né dalle amanti.
Nel 1098, il figlio Sancho, secondo il Diccionario biográfico español, Real Academia de la Historia, fu dichiarato erede al trono.
E, in un anno imprecisato, Zaida rinunciò alla religione islamica per abbracciare il cristianesimo e si fece battezzare a Burgos con il nome di Isabella . 
Prima del maggio 1100, essendo nel frattempo (1098) rimasto vedovo, Alfonso sposò Zaida/Isabella, molto probabilmente per legittimare il figlio (secondo alcuni storici però vi furono due regine di nome Isabella, la prima sposata nel 1100 circa, di origini sconosciute, e poi Zaida/Isabella, sposata nel 1106).
I fautori della teoria delle due Isabelle sostengono che Zaida/Isabella morì di parto dando alla luce il figlio Sancho (nel 1093 o forse nel 1098) e quindi la Isabella sposata da Alfonso VI nel 1100 circa e morta nel 1107 doveva per forza essere un'altra donna.
Secondo il vescovo di Oviedo, Pelayo, che visse nell'XI secolo, Zaida/Isabella e la regina Isabella furono persone diverse, perché menzionando i familiari del re Alfonso scrive di una regina Isabella e di un'amante Zaida/Isabella, mentre gli storici moderni tendono a identificarle in un'unica persona prima amante e poi moglie e regina; al più accettano di parlare di due regine dallo stesso nome.

Comunque, da un documento di Oviedo datato 19 marzo 1106, risulta che la regina era Isabella era la madre dell'erede al trono Sancho, e nel documento n° XXIII della Historia de la Santa A. M. Iglesia de Santiago de Compostela, Tomo III, datato 14 maggio 1107, a Santiago di Compostela, viene citata la regina Isabella (Helisabet regina), e l'erede al trono Sancho -Sancius (puér) filius regis (regnum electus patrifactum)-.

Divenuta così regina, Zaida/Isabella non solo conservò tutti i suoi costumi ma li diffuse ed introdusse alla corte castigliana influssi culturali dell'Andalusia islamica. Lo storico e arabista González Palencia scrive nella sua Historia de la España Musulmana che la corte di Alfonso VI, sposato con Zaida (sic), sembrava una corte musulmana.
Zaida/Isabella morì molto probabilmente di parto il 13 settembre del 1107, ma non si hanno notizie sul sesso e sul nome del bambino. Fu sepolta nella cappella di san Mancho nel monastero dei Santi Facondo e Primitivo di Sahagún, dove il re Alfonso si era fatto preparare un sepolcro e dove fu raggiunta, l'anno dopo, da suo figlio Sancho, l'unico figlio maschio di Alfonso e, nel 1109, dallo stesso re Alfonso.

Sepolta a Sahagún, la lapide riporta tale iscrizione:

UNA LUCE PRIUS SEPTEMBRIS QUUM FORET IDUS
SANCIA TRANSIVIT FERIA II HORA TERTIA
ZAYDA REGINA DOLENS PEPERIT
Mentre sul sepolcro di Leon, la iscrizione in latino dice: «Qui giace H.R. la Regina Isabella, moglie di Alfonso, Re di Castiglia, figlia (nuora) di Aben-abeth re di Siviglia, precedentemente chiamata Zayda» (H.R. Regina Elisabeth, uxor regis Adefonsi, filia Benabet Regis Sevillae, quae prius Zayda, fuit vocata).

## Nella letteratura
Sulla regina Zaida/Isabella fu scritto un bel poema in lingua castigliana contemporaneo e simile al poema epico Cantar de Mio Cid, il cui titolo è El Cantar de la Mora Zaida ed è contenuto in un libro intitolato Leyendas Épicas Españolas, dove la protagonista viene descritta come una principessa gentile e di grande bellezza, molto virtuosa e coraggiosa, e che si innamora del re di Castiglia, il guerriero Alfonso VI il Valoroso.

## Discendenza
Zaida/Isabella ed Alfonso ebbero tre figli:
- Sancho (settembre 1093- 29 maggio 1108), nato illegittimo, fu legittimato dopo il matrimonio dei genitori; secondo Jaime de Salazar y Acha, era nato nel 1094[6]. Come riporta il Chronicon de Cardena, morì[15] nella battaglia di Uclés, ricordata anche dal Chronicon Burgense[16], dove Sancho, appiedato, dopo che il suo cavallo era stato colpito, fu difeso strenuamente dal conte García Ordóñez, che ferito gli fece scudo col suo corpo, ma inutilmente, come riportano gli Annali toledani[17]. (Anche i cronisti arabi riportano la morte di Sancho; la The History Of The Mohammedan Dynasties In Spain Vol II, conferma che la battaglia avvenne a Uclés, in provincia di Toledo, dove Alfonso VI non era presente, ma il suo unico figlio maschio, Sancho, morì [18]).
- Elvira (circa 1100 - 1135), sposata nel 1117 al conte di Sicilia, Ruggero II d'Altavilla.
- Sancha (circa 1102- dopo il 10 maggio 1125), sposata nel 1120 a Rodrigo di Lara conte di Liebana, morto dopo il 1143.

### Fonti primarie
- (FR)  Histoire des Almohades / d'Abd el- Wâh'id Merrâkechi
- (EN)  The History Of The Mohammedan Dynasties In Spain Vol II
- (EN) The World of El Cid: Chronicles of the Spanish Reconquest
- (ES) España sagrada, tomo XXIII

### Letteratura storiografica
- Rafael Altamira, "Il califfato occidentale", in: «Storia del mondo medievale», Cambridge History of Middle Age, vol. II, 1999, pp. 477–515.
- (EN) #ES The Kingdom of León-Castilla under Alfonso VI, C. 12
- (EN) #ES The Kingdom of León-Castilla Under King Alfonso VI, C. 16
- (ES)  CONTRIBUCIÓN AL ESTUDIO DEL REINADO DE ALFONSO VI DE CASTILLA: ALGUNAS ACLARACIONES SOBRE SU POLÍTICA MATRIMONIAL Archiviato il 15 agosto 2022 in Internet Archive.